# 智門
智門，四川拳術，為中國武術流派之一。

## 源流
清朝咸豐年間，安徽鹽販鄧定國在太平天國翼王石達開帳下擔任軍官，隨石達開轉戰各地，後戰死於大渡河，其子鄧繼達身負家傳武功，擔任四川督軍熊克武的鏢師，鄧繼達過世後，其子鄧祥忠繼任，鄧祥忠於1933年創辦豐都縣縣立國術館，擔任首任館長，鄧家家傳武功遂以智門為名，拳法流傳於重慶、成都一帶。

## 介紹
智門的武功招式講究剛而不僵、柔而不散，舒展大方，瀟灑自如。拳法套路名為“旋風掃落葉”，招式風格形神合一，內外結合，剛柔並濟，巧快致勝。智門修習的內功名為白雲座勁功，一共有十八式。